# NGC 6497
NGC 6497 (другие обозначения — NGC 6498, UGC 11020, MCG 10-25-109, ZWG 300.87, IRAS17506+5929, PGC 60999) — спиральная галактика с перемычкой (SBb) в созвездии Дракон.
Этот объект занесён в новый общий каталог несколько раз, с обозначениями NGC 6497, NGC 6498.
Этот объект входит в число перечисленных в оригинальной редакции «Нового общего каталога».